# Émile Zola et la Commune de Paris

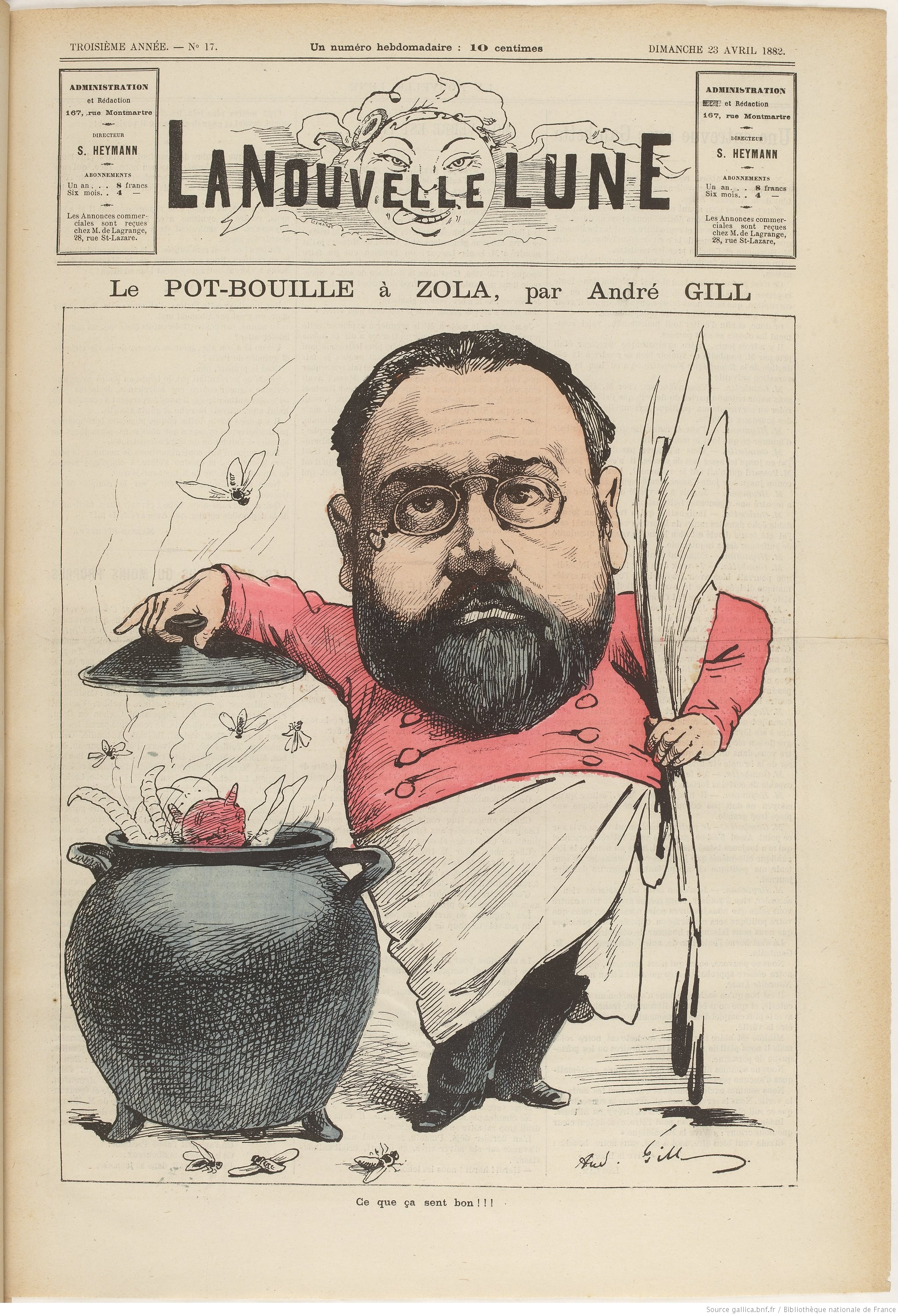
Caricature d'Émile Zola

Émile Zola écrit La Débâcle et la nouvelle Jacques Damour au sujet de la Commune de Paris. Pendant la Commune de Paris, il publie La Fortune des Rougon, révise La Curée et commence Le Ventre de Paris. Vu a posteriori comme pro-communard, il s'y oppose pourtant fermement lorsqu'elle se déroule.

## Contexte personnel
En mars 1871, Zola publie les premiers chapitres des Rougon-Macquart et travaille comme journaliste pour La Cloche et Le Sémaphore. Du 22 mars au 18 avril, il est à Versailles ; du 19 avril au 7 juin, il rentre à Paris et y voit la répression de la Commune.
À l'époque et depuis les années 1860, Zola accepte toutes les propositions d'articles dans des journaux. Son travail pour La Cloche consiste essentiellement à rédiger des comptes-rendus parlementaires. Il est correspondant de ce journal du 13 février  au 19 avril, date à laquelle la publication du journal est suspendue. Il revient à la rédaction à partir du 6 juin. À partir du 17 février, il est également correspondant parisien anonyme du Sémaphore de Marseille, un journal réactionnaire.

## Réaction à la Commune

### Début neutre
Émile Zola veut d'abord atteindre un « juste milieu » entre la Commune de Paris et le camp de Versailles, se disant déçu par le gouvernement et méfiant face aux dirigeants de la Commune. Dans La Cloche, il écrit que l’Assemblée nationale « organise la guerre civile [et s’y] attarde volontairement [...] avec une sorte d’horreur complaisante et satisfaite ». D'un autre côté, il affirme qu'il redoute « le jour où les classes pauvres [s'apercevront] que dame Commune n'est pas une fée qui puisse les enrichir d'un coup de baguette ».
Il affirme qu'il ne soutient ni « les factieux », ni « les intolérants aveugles de l’Assemblée ». Il dénonce la « folie furieuse de la droite » qui veut écraser l'insurrection, et se dit plus favorable à la Commune, mais ne veut qu'une chose, que « l'ordre [soit] rétabli ». Dans cet objectif, il souligne qu'il préfère encore une victoire de l'Assemblée versaillaise si elle peut arrêter les volontés révolutionnaires de la Commune. Il écrit cependant qu'il espère, et même désire, une bataille finale, estimant que l'expérience évitera de futures révolutions au pays.

### Critique des communards
Dans ses articles, Zola qualifie les insurrectionnistes de « misérables fous », « têtes folles », « têtes mal construites », cerveaux « détraqués », « pauvres fous », « pauvres hallucinés », « dictateurs », « nains imitateurs », « pygmées », « brutes », « bouffons », « bandits », « moralistes de doctrine nuageuse » et « intrigants éhontés ». Il présente la majorité silencieuse comme une « population saine », composée de « gens de bon sens », victime des mensonges et des « doctrines fausses » des révolutionnaires. Il différencie trois catégories de Communards : les « intrigants éhontés », mus par leur intérêt personnel ou par l'esprit d'aventure, les « rêveurs inoffensifs » qui regrettent rapidement leur engagement et rêvent de paix, et les « brutes » qui « tirent des coups de fusil [...] sans trop savoir ce qu'ils font ».
Zola écrit, d'Adolphe Thiers : « Je n’ai plus d’espérance qu’en lui. Pour ma part, je crois que M. Thiers se contentera de se montrer tolérant et pratique, et qu’il prendra tout simplement Paris d’assaut par son bon sens et son esprit de liberté. » Il s'insurge contre l'annonce par la Commune de la démolition de la demeure de Thiers.
Il prévoit par ailleurs que la Commune « ne laissera rien qui marque son passage ». Il traite la Commune de « singerie » de 1793 et écrit, la jugeant ridicule : « il faut qu'on la balaie de Paris, non à coups de canon, mais à coups de sifflets ».
Le 21 mai 1871, l'armée entre à Paris par la porte de Saint-Cloud et il loue sa « remarquable habileté » et son « élan admirable », notant que « L’armée a bien mérité de la patrie ». Croyant à tort Jules Vallès fusillé, il écrit enfin que justice a été faite. Juste après la Semaine sanglante, il commente des communards : « les bandits vont empester la grande cité de leurs cadavres — jusque dans leur pourriture ces misérables nous feront du mal… » Cette phrase fait référence au risque d'une épidémie de choléra après les combats.

### Après la Commune
Le 10 mai, Zola quitte Paris. Il continue à écrire des comptes-rendus pour le Sémaphore, utilisant les informations de connaissances parisiennes.
Il approuve la reprise de Paris, mais condamne violemment la politique de l’Assemblée nationale. Il demande plus tard l'amnistie pour les Communards jugés, critiquant les déportations et les condamnations à mort qui suivent la Semaine sanglante.
Un an après la Commune, Zola commente que « la ville s'est remise au travail avec une sagesse d'enfant ».

## Influence sur ses écrits
Au printemps 1871, pendant ces événements, Zola finit La Fortune des Rougon, écrit La Curée et commence Le Ventre de Paris. Il ne mentionne la Commune dans aucun de ces trois romans.

### La Fortune des Rougon
Le roman La Fortune des Rougon est écrit deux ans avant la Commune, mais Zola en révise le texte après sa publication pour préparer sa première publication en un volume. Les chapitres sont publiés sous forme de feuilleton à partir du 27 juin 1870, et la publication est interrompue le 10 août 1870 quand l'état de siège est déclaré à Paris. Il s'arrête alors sur un dialogue entre deux rentiers de Plassans, l'un voyant des affiches qui « promettent que l'ordre sera maintenu par la force, si nécessaire », l'autre s'inquiétant que les insurgés pourraient avoir massacré les soldats. Le 18 mars 1871, la publication reprend avec un récit d'une nuit passée par les bourgeois sur la terrasse de la mairie, d'où ils regardent les feux des insurgés qui les assiègent.
Au moment de cette publication, la bourgeoisie française est encore ébranlée par la Commune et Zola n'a pas encore une image progressiste. Il réécrit la conquête de Plassans pour en réduire la ressemblance, accidentelle, avec l'insurrection de 1871.
Dans le roman, Zola reprend la topographie de la Commune, en l'inversant : les bourgeois sont barricadés dans la ville, les insurgés les entourent. Il réutilise certains de ses écrits pour Le Sémaphore de Marseille : il raconte, alors qu'il a déjà quitté Paris à ce moment, avoir visité le cimetière du Père-Lachaise et y avoir vu « un enfant de dix-sept ans, allongé sur une pierre blanche ». Zola n'ayant pas été en ville à ce moment, ce texte est une fiction, qui reprend directement les écrits précédents, où le jeune révolutionnaire Silvère, au même âge, est fusillé au cimetière. Il laisse cependant la couleur rouge pour symboliser les insurgés, bien qu'elle soit aussi la couleur choisie par la Commune. Enfin, il apporte une légère modification au personnage d'Antoine Macquart : dans la version originale, ce dernier a « des idées socialistes », dans la publication en volume ce sont désormais « des lambeaux d'idées communistes ».
Dans La Fortune des Rougon, les trois catégories de Communards que Zola a identifiées dans Le Sémaphore de Marseille sont présentes : Antoine Macquart est l'intrigant, Silvère l'esprit égaré « enfermé dans des utopies humanitaires », Mourgue est la brute. De même, Miette représente à la fois les deux facettes des citoyennes révolutionnaires, celles qui se mêlent des affaires des autres et s'arrogent le pouvoir dans la sphère domestique, et celles des « mégères jetant feu et flamme » dans le débat public. Elle est régulièrement décrite de façon qui fait écho à Louise Michel, communarde et proche de Victor Hugo.
Après la Commune, Zola apporte de nombreuses modifications au texte pour en préparer sa publication en un volume. Il enlève toute référence à une épopée et à Homère, souhaitant disqualifier l'insurrection et éviter la construction d'une mythologie républicaine par son roman. Il supprime également toute référence à des représailles, en particulier un passage où « ces messieurs en se reculant, se racontaient à l'oreille d'épouvantables histoires de fusillades, de représailles farouches, dont le pays a conservé la mémoire », afin de ne pas faire d'écho au poème de Hugo Pas de représailles, qui a tour à tour servi à accuser les communards et les Versaillais.

### Le Ventre de Paris
Pour préparer la rédaction du Ventre de Paris, Zola visite les ruines de la Semaine Sanglante et prend des notes sur le sujet. Il utilisera ensuite les lieux marquants de la répression comme théâtre des événements du roman.

### La DébâcleetJacques Damour
Il en parle cependant explicitement dans sa nouvelle Jacques Damour, parue en 1884, et dans La Débâcle, paru en 1892. Dans ce dernier roman, il écrit de l'armée versaillaise :

« C’était la partie saine de la France, la raisonnable, la pondérée, la paysanne, celle qui était restée le plus près de la terre, qui supprimait la partie folle, exaspérée, gâtée par l’Empire, détraquée de rêveries et de jouissances; et il lui avait fallu couper dans sa chair même, avec un arrachement de tout l’être, sans savoir trop ce qu’elle faisait. Mais le bain de sang était nécessaire, l’abominable holocauste, le sacrifice vivant, au milieu du feu purificateur. »

## Interprétations
À l’époque de Zola, la presse tend à l’accuser d’être communard, essentiellement pour le détail qu’il accorde à la pauvreté dans ses romans et en particulier dans Le ventre de Paris, publié peu après la période. Zola commente en retour que « le moindre sentiment d’humanité vous range [...] parmi les communeux les plus féroces ».
Au milieu des années 1950, la Revue française de science politique conclut que Zola s'est comporté comme « un bourgeois de gauche » pendant la Commune.
Jusqu’à la guerre d’Algérie, la question de l’implication de Zola dans la Commune se pose peu. En effet, critiquer l’engagement de Zola dans cette situation revient pour beaucoup de critiques à critiquer vigoureusement Zola lui-même : David Charles soutient que la nuance n’existe pas à l’époque, qu’on hait Zola ou qu’on lui pardonne tout. À cette époque, cependant, Louis Aragon décide de combattre l’hostilité envers Victor Hugo en soulignant les torts de Zola dans son journal, Les Lettres françaises.
En 1968, Philippe Hamon s’intéresse au « romancier de la transparence » et évoque à nouveau la question de l’engagement d’Émile Zola à l’époque de la Commune.
Paul Lidsky, dans son ouvrage Les écrivains contre la Commune, mentionne Zola.
Julie Moens publie Zola l'imposteur, ouvrage qui reproduit de nombreux écrits de Zola à l'époque de la Commune, en affirmant que son image de progressiste de gauche a été forgée par des historiens qui auraient tu ou falsifié ses écrits historiques. Elle en accuse notamment Henri Mitterand.
Les éditrices de La Commune, 1871, recueil des articles de Zola de l'époque, affirment : « On éprouve un vrai malaise à lire ces articles du Sémaphore. Les pressions, réelles, du journal, ne suffisent pas à expliquer leur violence. »